# Калинино (Первомайский район)
Кали́нино (до 1948 года Калининдо́рф,  Найле́тен, до 1926 года Орма́н-Аджи́; укр. Калініне, крымскотат. Orman Acı, Орман Аджы) — село в Первомайском районе Республики Крым, центр Калининского сельского поселения (согласно административно-территориальному делению Украины — Калининского сельского совета Автономной Республики Крым).

## Население
| 2001 | 2014  |
| ---- | ----- |
| 1986 | ↘1640 |

### Динамика численности
| - 1806 год — 50 чел. - 1864 год — 16 чел. - 1889 год — 18 чел. - 1892 год — 7 чел. - 1900 год — 57 чел. - 1915 год — 13/22 чел. | - 1926 год — 14 чел. - 1974 год — 1653 чел. - 1989 год — 1944 чел. - 2001 год — 1986 чел. - 2009 год — 1964 чел. - 2014 год — 1640 чел. |

## Современное состояние
На 2016 год в Калинино числится 15 улиц и территория Автодорога Красноперекопск — Симферополь; на 2009 год, по данным сельсовета, село занимало площадь 178 гектаров, на которой в 667 дворах проживало более 1,9 тысячи человек. В селе действуют средняя общеобразовательная школа, детский сад «Светлячок», Дом культуры, сельская библиотека-филиал № 8, отделение почты, фельдшерско-акушерский пункт, православный Богоявленский храм. Калинино связано автобусным сообщением с райцентром, городами Крыма и соседними населёнными пунктами.

## География
Калинино — большое село на северо-западе района, в степном Крыму, у границы с Раздольненским районом, высота центра села над уровнем моря — 19 м. Ближайшие сёла — Матвеевка в 1,8 км на восток, Левитановка в 3 км на юго-восток и Огородное Раздольненского района в 5 км на северо-запад. Расстояние до райцентра — около примерно в 9 километров (по шоссе), ближайшие железнодорожные станции — Воинка примерно 28 километров (на линии Джанкой — Армянск). Транспортное сообщение осуществляется по региональной автодороге 35Н-404  от шоссе Красноперекопск — Симферополь (по украинской классификации — С-0-11019).

## История
Первое документальное упоминание села встречается в Камеральном Описании Крыма… 1784 года, судя по которому, в последний период Крымского ханства Арман Хаджи входил в Самарчик кадылык Перекопского каймаканства. После присоединения Крыма к России (8) 19 апреля 1783 года, (8) 19 февраля 1784 года, именным указом Екатерины II сенату, на территории бывшего Крымского Ханства была образована Таврическая область и деревня была приписана к Перекопскому уезду. После Павловских реформ, с 1796 по 1802 год, входила в Акмечетский уезд Новороссийской губернии. По новому административному делению, после создания 8 (20) октября 1802 года Таврической губернии, Орман-Аджи был включён в состав Бустерчинской волости Перекопского уезда.
По Ведомости о всех селениях в Перекопском уезде состоящих с показанием в которой волости сколько числом дворов и душ… от 21 октября 1805 года, в деревне Орман числилось 8 дворов и 50 крымских татар. На военно-топографической карте генерал-майора Мухина 1817 года обозначена деревня Орман аджи с 7 дворами. После реформы волостного деления 1829 года деревню, согласно «Ведомости о казённых волостях Таврической губернии 1829 года» отнесли к Ишуньской волости (переименованной из Бустерчинской). На карте 1836 года в деревне 11 дворов. Затем, видимо, в результате эмиграции крымских татар, деревня заметно опустела и на карте 1842 года Орман-Аджи обозначен условным знаком «малая деревня», то есть, менее 5 дворов.
В 1860-х годах, после земской реформы Александра II, деревню приписали к Ишуньской волости. В «Списке населённых мест Таврической губернии по сведениям 1864 года», составленном по результатам VIII ревизии 1864 года, Орман-Аджи — общинная деревня, с 4 дворами, 16 жителями и мечетью при колодцах. По обследованиям профессора А. Н. Козловского начала 1860-х годов, «вода солёная в колодцах глубиной 12 саженей» (25 м). На трехверстовой карте Шуберта 1865—1876 года в деревне Орман-Аджи обозначено 4 двора. Согласно «Памятной книжке Таврической губернии за 1867 год», деревня была покинута жителями, ввиду эмиграции крымских татар, особенно массовой после Крымской войны 1853—1856 годов, в Турцию и остаётся в развалинах. По «Памятной книге Таврической губернии 1889 года», по результатам Х ревизии 1887 года, в деревне Орман-Аджи числилось 4 двора и 18 жителей.
После земской реформы 1890 года Орман-Аджи отнесли к Джурчинской волости. Согласно «…Памятной книжке Таврической губернии на 1892 год», в деревне Орман-Аджи, не входившей ни в одно сельское общество и находящейся в собственности Пахомова, было 7 жителей в 1 домохозяйстве. По «…Памятной книжке Таврической губернии на 1900 год» в деревне Урман-Аджи числилось 57 жителей в 3 дворах. По Статистическому справочнику Таврической губернии. Ч.II-я. Статистический очерк, выпуск пятый Перекопский уезд, 1915 год, в Джурчинской волости Перекопского уезда числились экономия Орман-Аджи (Фед. Пахомова) — 1 двор с русским населением в количестве 9 человек приписных жителей и 16 «посторонних» и одноимённый хутор (И. Ф. Пахомова) — 1 двор с русским населением, 4 приписных и 6 «посторонних».
После установления в Крыму Советской власти, по постановлению Крымревкома от 8 января 1921 года № 206 «Об изменении административных границ» была упразднена волостная система, Перекопский уезд переименовали в Джанкойский, в котором был образован Ишуньский район, в состав которого включили село, а в 1922 году уезды получили название округов. 11 октября 1923 года, согласно постановлению ВЦИК, в административное деление Крымской АССР были внесены изменения, в результате которых округа были отменены, Ишуньский район упразднён и село вошло в состав Джанкойского района. Согласно Списку населённых пунктов Крымской АССР по Всесоюзной переписи 17 декабря 1926 года, на хуторе Урман-Аджи (Орман-Аджи), Воронцовского сельсовета Джанкойского района, числилось 5 дворов, все крестьянские, население составляло 14 человек, из них 5 евреев, 4 русских, 4 немца, 1 записан в графе «прочие». (Есть информация, что в 1926 году) на месте экономии уже существовали еврейские сёла Калининдорф и Найлебен. Постановлением ВЦИК РСФСР от 30 октября 1930 года был создан Фрайдорфский еврейский национальный район (переименованный указом Президиума Верховного Совета РСФСР № 621/6 от 14 декабря 1944 года в Новосёловский) (по другим данным 15 сентября 1931 года) и село включили в его состав, а после разукрупнения в 1935-м и образования также еврейского национального Лариндорфского (с 1944 — Первомайский), — переподчинили новому району.
Вскоре после начала Великой Отечественной войны часть еврейского населения Крыма была эвакуирована, из оставшихся под оккупацией большинство расстреляны. В годы Отечественной войны, в сентябре 1941 года, в окрестностях села, при обороне Крыма, вели бои воины 25-й Чапаевской 2-й кавалерийской дивизий. В апреле 1944 года во время освобождения Крыма в окрестностях села пали бойцы 87-й стрелковой дивизии 2-й гвардейской Армии. Погибшие были похоронены в братских могилах. На фронтах войны сражались 42 жителя села, 22 из них погибло, 14 награждены орденами и медалями. В 1975 году в центре села, во исполнение решения Крымского облисполкома от 02 апреля 1969 года № 222, был сооружен памятный знак в честь воинов-односельчан, погибших в годы Великой Отечественной войны. Мемориал представляет собой скульптурную группу — женщина и мальчик, за которой расположена горизонтальная стела и тумба с мемориальной доской. Постановлением Совета министров Республики Крым № 627 от 20 декабря 2016 года памятник отнесён к категории объектов культурно-исторического наследия России регионального значения.
С 25 июня 1946 года Калининдорф в составе Крымской области РСФСР. Указом Президиума Верховного Совета РСФСР от 18 мая 1948 года, Калининдорф и Найлебен были объединены и переименованы в Калинино. 26 апреля 1954 года Крымская область была передана из состава РСФСР в состав УССР. С 1955 года Калинино определено центром сельсовета. Указом Президиума Верховного Совета УССР «Об укрупнении сельских районов Крымской области», от 30 декабря 1962 года был упразднён Первомайский район и село присоединили к Красноперекопскому. 8 декабря 1966 года был восстановлен Первомайский район и село вернули в его состав. По данным переписи 1989 года в селе проживало 1944 человека. С 12 февраля 1991 года село в восстановленной Крымской АССР, 26 февраля 1992 года переименованной в Автономную Республику Крым. С 21 марта 2014 года — в составе Республики Крым России.
12 мая 2016 года парламент Украины, не признающий аннексию Крыма Российской Федерацией, принял постановление о переименовании села в Орман-Аджи (укр. Орман-Аджи), в соответствии с законами о декоммунизации, однако данное решение не вступает в силу до «возвращения Крыма под общую юрисдикцию Украины».